# آنتو (شهر اتریش)
آنتو (به آلمانی: Antau) یک منطقهٔ مسکونی در اتریش است که در ناحیه ماترسبورگ واقع شده‌است. آنتو ۷۷۱ نفر جمعیت دارد.